# Доган, Айдын
Айдын Доган (тур. Aydın Doğan; род. 15 апреля 1936 года; Келькит, Турция) — турецкий миллиардер, медиа-магнат, бизнес-магнат, предприниматель, филантроп и инвестор, наиболее известный как основатель Doğan Holding, одного из крупнейших конгломератов Турции.

## Биография
Родился в 1936 году в известной семье в Кельките. Доган ходил в начальную и среднюю школу в Кельките и закончил среднюю школу в Эрзинджане. С 1956 по 1960 год он учился в Стамбульской академии экономики и торговли (позже ставшей университетом Мармара). Там он стал лидером студенческого сообщества.
В 1959 году он зарегистрировал свой бизнес в налоговой инспекции Меджидиекёй и начал свою профессиональную деятельность, торгуя строительным оборудованием, а также легковыми и другими коммерческими автомобилями.
Доган основал свою первую промышленную компанию в 1974 году и вошел в Ассамблею и Административный совет Стамбульской торговой палаты. В последующие годы он был членом правления Союза палат и товарных бирж Турции.
Из небольшой компании всего с тремя сотрудниками в 1961 году он создал один из ведущих конгломератов Турции с более чем 13 000 прямых сотрудников и дополнительно 12 000 сотрудников через компании, обслуживающие предприятия Doğan Holding.
В 1979 году Doğan Holding стал издателем ежедневной газеты Milliyet. С покупкой престижной ежедневной газеты Hurriyet в 1994 году он усилил свое присутствие в СМИ. В период с 1986 по 1996 год он возглавлял Ассоциацию турецких издателей газет. В 2004 году Доган стал первым избранным турецким заместителем председателя Всемирной ассоциации газет (WAN).
Основанный им Doğan Media Holding включает в себя газеты Posta, Hürriyet, Radikal, Fanatik и Turkish Daily News, а также 21 телеканал в Турции и за рубежом.
Doğan Holding активно работает в сферах энергетики, СМИ, промышленности, торговли и туризма. В 2016 году Doğan Holding получила прибыль в размере 310 миллионов долларов США и является крупнейшим сборщиком доходов от рекламы в СМИ в Турции.
Doğan Holding является публичной компанией, акции которой котируются на Стамбульской фондовой бирже. Его тикер — DOHOL.

## Филантропия
В 1996 году Доган основал Фонд Айдына Догана, объединив социальную, культурную и образовательную деятельность Doğan Holding под одной крышей. Было построено восемь школ и большой спортивный комплекс, названный именами членов его семьи. Сосредоточившись в основном на образовании, фонд также участвует в организации национальных и международных конференций, съездов и семинаров по экономическим, социальным, культурным и научным вопросам.
В рамках своей социальной и культурной деятельности фонд также проводит национальные и международные конкурсы и присуждает призы, такие как Премия Айдына Догана и Международный конкурс карикатур Айдына Догана, крупнейший и наиболее уважаемый в мире в этой области.

## Налоговое преследование
В 2009 году Министерство финансов Турции наложило налоговый штраф на сумму около 3,8 млрд турецких лир (ок. 2,53 миллиарда долларов США) на некоторые компании в составе Doğan Media Holding.
Doğan Holding заявила, что решение о наложении налогового штрафа на группу было основано на «субъективных» оценках. Они утверждали, что, если аналогичные штрафы будут наложены на другие компании на аналогичных основаниях, все сделки с акциями в Турции могут легко подвергнуться такому же обращению и быть оштрафованы налоговыми органами. А поскольку это было не так, и только Dogan Group была оштрафована Минфином, то, по их мнению, дело было политически мотивированным.
Этот вывод был озвучен представителями международных организаций, включая институты Европейского союза, когда этот вопрос стал приоритетным в политической повестке дня Турции.
Doğan Holding провела переговоры с Министерством финансов Турции в соответствии с действующим законодательством. Было заключено соглашение, и в октябре 2012 года Доган досрочно выплатил оставшуюся часть оговоренного штрафа и, таким образом, полностью решил налоговый вопрос.
С 1977 по 2009 год Айдын Доган был крупнейшим налогоплательщиком, зарегистрированным в Стамбульской торговой палате, как в Стамбуле, так и во всей Турции. По его словам, патриотизм — это правильное декларирование и своевременная уплата налогов.

## Личная жизнь
Доган ушел с поста главы Doğan Holding 1 января 2010 года, передав свой пост своей дочери Арзухан Доган Ялчиндаг, которая была председателем телеканала Kanal D, а также главой Турецкой ассоциации промышленников и бизнесменов (TÜSİAD). В настоящее время председателем Doğan Holding является Бегюмхан Доган Фаралиали. Айдын Доган продолжает оставаться почетным президентом холдинга.
Айдын Доган с состоянием в 1 миллиард долларов является одним из самых богатых людей Турции. Он женат на Семе Доган, имеет четверых детей и семерых внуков.
Все его дочери активно участвуют в управлении предприятиями Doğan Holding, как государственными, так и частными, в качестве председателей соответствующих советов.

## Награды
В 1999 году Доган получил награду от турецкого правительства — медаль за выдающиеся заслуги Государственную медаль Турецкой Республики «За выдающиеся заслуги». Он получил четыре почетных докторских степени в 1999, 2000, 2001 и 2005 годах в Американском университете Гирне, Эгейском университете, Бакинском государственном университете и Университете Мармара.